# Bar/átok
A Bar/átok 2012-ben bemutatott amerikai tévéfilm, az Alloy Entertainment gyártásában. Rendezője Daisy von Scherler Mayer, a főszerepben Zendaya és Bella Thorne lárhatók.

## Szereplők
| Szereplő                      | Színész          | Magyar hang        |
| ----------------------------- | ---------------- | ------------------ |
| Avalon Greene                 | Bella Thorne     | Gulás Fanni        |
| Halley Brandon                | Zendaya          | Csuha Bori         |
| Savannah O'Neal/Emma Reynolds | Mary Mouser      | Laudon Andrea      |
| Jake Logan                    | Nick Robinson    | Szalay Csongor     |
| Julianne                      | Stefanie Scott   | Bogdányi Titanilla |
| Walker                        | Connor Price     | Baradlay Viktor    |
| Kendall Brandon               | Jacha Washington |                    |
| Lance Lancaster               | Dylan Everett    |                    |